# Швейцарска гвардия (Ватикан)
Вижте пояснителната страница за други значения на Гвардия.
Швейцарската гвардия е част от Въоръжените сили на Ватикана.

## История
Създадена е по разпореждане на папа Юлий II. Освен като всепризнат покровител на изкуствата той остава в историята сред най-войнствените папи – по време на целия си понтификат (1503 – 1513) води непрестанни войни. Нуждаейки се от доверена войска, той се спира на швейцарските войници, служещи по онова време в много европейски дворове и славещи се като съвършени воини. Денят 22 януари 1506 г., когато папата приема първите 150 гвардейци, се счита за рождена дата на Швейцарската гвардия.
Папа Климент VII дължи своя живот именно на смелите швейцарци. По време на опустошаването и плячкосването на Рим от войските на Карл V, императора на Свещената Римска империя, на 6 май 1527 г., 147 гвардейци загиват, защитавайки своя папа. Оттогава в памет на тази саможертва 6 май става Ден на Швейцарската гвардия. На този ден нейните новобранци полагат своите клетви.

## В наши дни
Днес Швейцарската гвардия наброява 135гвардейци. Приемат се само швейцарски граждани, задължително католици, с поне средно образование и задължително преминали 4-месечната военна служба в родната Швейцария. Официалният език е немският. Възрастта на гвардейците е от 19 до 30 години, а минималният срок на служба е 2 години. Има също така изисквания за ръст (174 см минимум), трябва да са ергени (могат да се женят само след изрично разрешение и след поне 3 прослужени години). Заплащането е скромно – около 1300 евро месечно.
Въпреки всеобщото мнение, че дизайнът на униформите е дело на Микеланджело, съвременният им вид е дело на полковник Жул Репон (1910 – 1921). Тъмносиньо и жълто на ивици са традиционните цветове, познати на всички. Папа Лъв X добавя червеното в чест на Медичите, от които произлиза. При церемониални случаи гвардейците носят дълги алебарди, а офицерите – рапири. Модерното оръжие на Швейцарската гвардия е пистолети „Зиг Зауер“ (SIG P225).

## Скандали
На 4 май 1998 г. Швейцарската гвардия е разтърсена от най-големия скандал за повече от век. Алоис Естерман, току-що избран за командир на Швейцарската гвардия, е убит при неизяснени обстоятелства от младия гвардеец Седрик Торне, който след това се самоубива. Заедно с Алоис е убита и неговата съпруга, а съмненията са за хомосексуална връзка между тези 2 гвардейци, приключила по трагичен начин.

## Командири
- Каспар фон Зиленен, Ури (1506 – 1517)
- Маркус Руист, Цюрих (1518 – 1524)
- Каспар Руист, Цюрих (1524 – 1527)
- Каспар Лео фон Зиленен, Люцерн (1559 – 1564)
- Жан Сегесер фон Брунег, Люцерн (1566 – 1592)
- Штефан Александар Сегесер фон Брунег, Люцерн (1592 – 1629)
- Никола ФлекенштаЯн, Люцерн (1629 – 1640)
- Жан Флекенштаян, Люцерн (1640 – 1652)
- Йохан Рудолф Фифер фон Алтизхофен, Люцерн (1652 – 1657)
- Людвиг Фифер фон Алтизхофен, Люцерн (1658 – 1686)
- Франц Фифер фон Алтизхофен, Люцерн (1686 – 1696)
- Йохан Каспар Маер фон Балдег, Люцерн (1696 – 1704)
- Йохан конрад Фифер фон Алтизхофен, Люцерн (1712 – 1727)
- Лудвиг Фифер фон Алтизхофен, Люцерн (1727 – 1754)
- Жан Игнац Фифер фон Алтизхофен, Люцерн (1754 – 1782)
- Франц Алоиз Фифер фон Алтизхофен, Люцерн (1783 – 1798)
- Карл Леодегар Фифер фон Алтизхофен, Люцерн (1800 – 1834)
- Мартин Фифер фон Алтизхофен, Люцерн (1835 – 1847)
- Франц Ксавер Леополд Меер фон Шауензе, Люцерн (1847 – 1860)
- Алфред фон Зоненберг, Люцерн (1860 – 1878)
- Луи-Мартин де Куртен, Валис (1878 – 1901)
- Леполд Меер фон Шауензе, Люцерн (1901 – 1910)
- Жил Репонд, Фрайбург (1910 – 1921)
- Алоиз Хиршбил, Граубюнден (1921 – 1935)
- Георг фон Сури д'Аспремонт, Золотурн (1935 – 1942)
- Хайнрих Фифер фон Алтизхофен, Люцерн (1942 – 1957)
- Роберт Нинлис, Люцерн (1957 – 1972)
- Франц Фифер фон Алтизхофен, Люцерн (1972 – 1982)
- Роланд Бухс, Фрайбург (1982 – 1997, 1998)
- Алоиз Естерман, Люцерн (1998)
- Пие Зегмилер, Санкт Гален (1998 – 2002)
- Елмар Теодор Медер, Санкт Гален (2002 – 2008)
- Даниел Рудолф Анриг, Санкт Гален (2008 – 2015)
- Кристоф Граф, Люцерн (2015 –)